# Эмден
Э́мден (нем. и н.-нем. Emden [ˈɛmdn̩], в.-фриз. Oamde) — город в Восточной Фризии в Германии, город земельного подчинения, расположен в земле Нижняя Саксония. Важный порт в устье одноимённой реки и одноимённого канала.
Население составляет 49,7 тыс. человек (2013 год). Занимает площадь 112,43 км². Официальный код — 03 4 02 000.
| Год  | Население |
| ---- | --------- |
| 1990 | 50 090    |
| 1995 | 51 805    |
| 2000 | 51 173    |
| 2005 | 51 670    |
| 2010 | 51 292    |

## Города-побратимы
- Архангельск, Россия (1989)
- Хёугесунн, Норвегия (2009)

## Фотогалерея

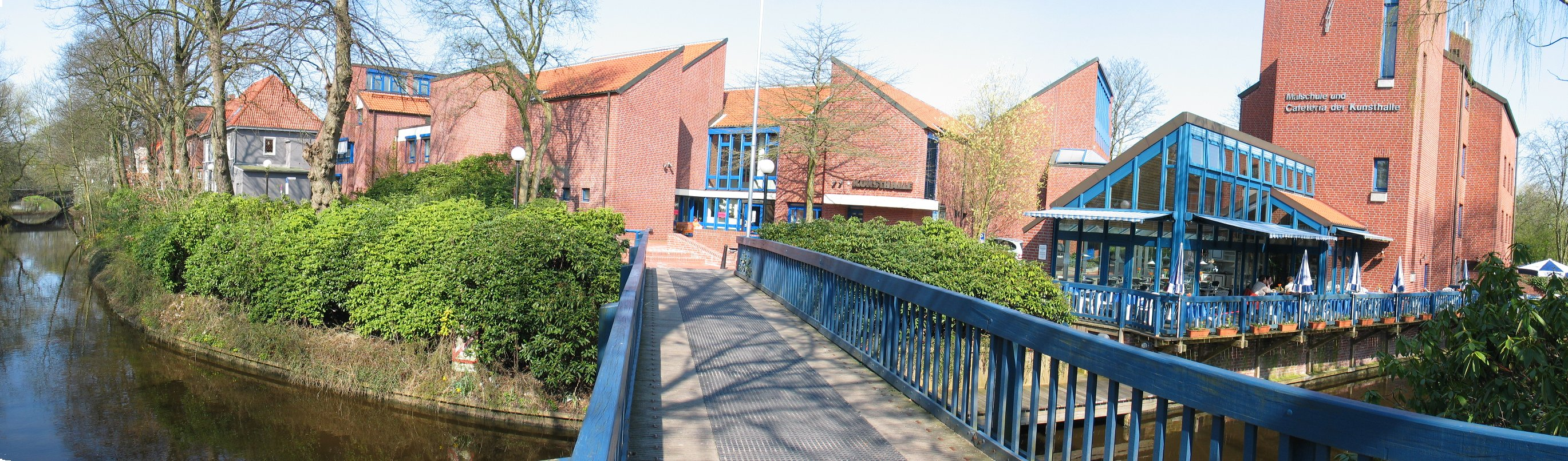
Эмден — панорама

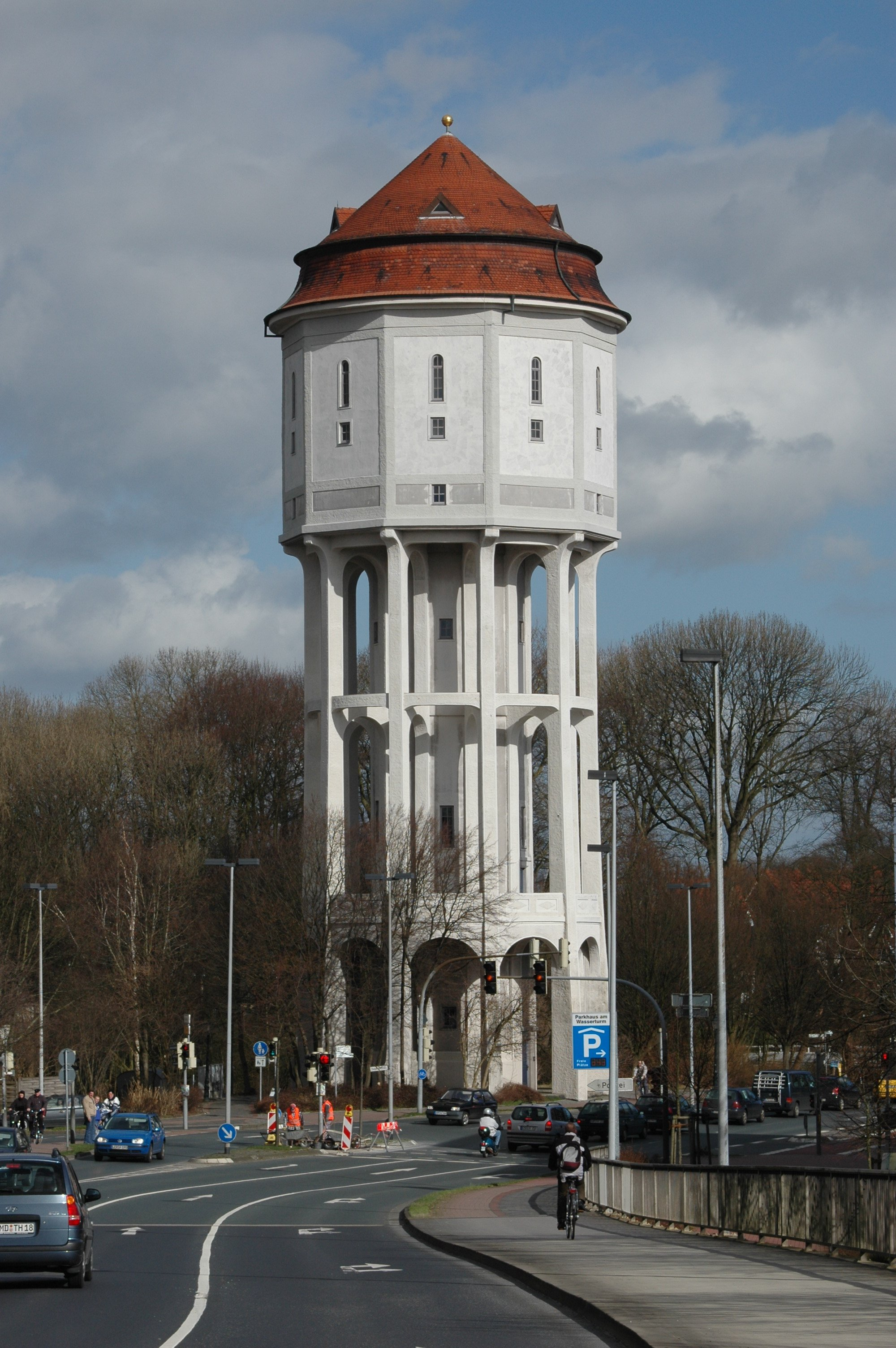
Водонапорная башня
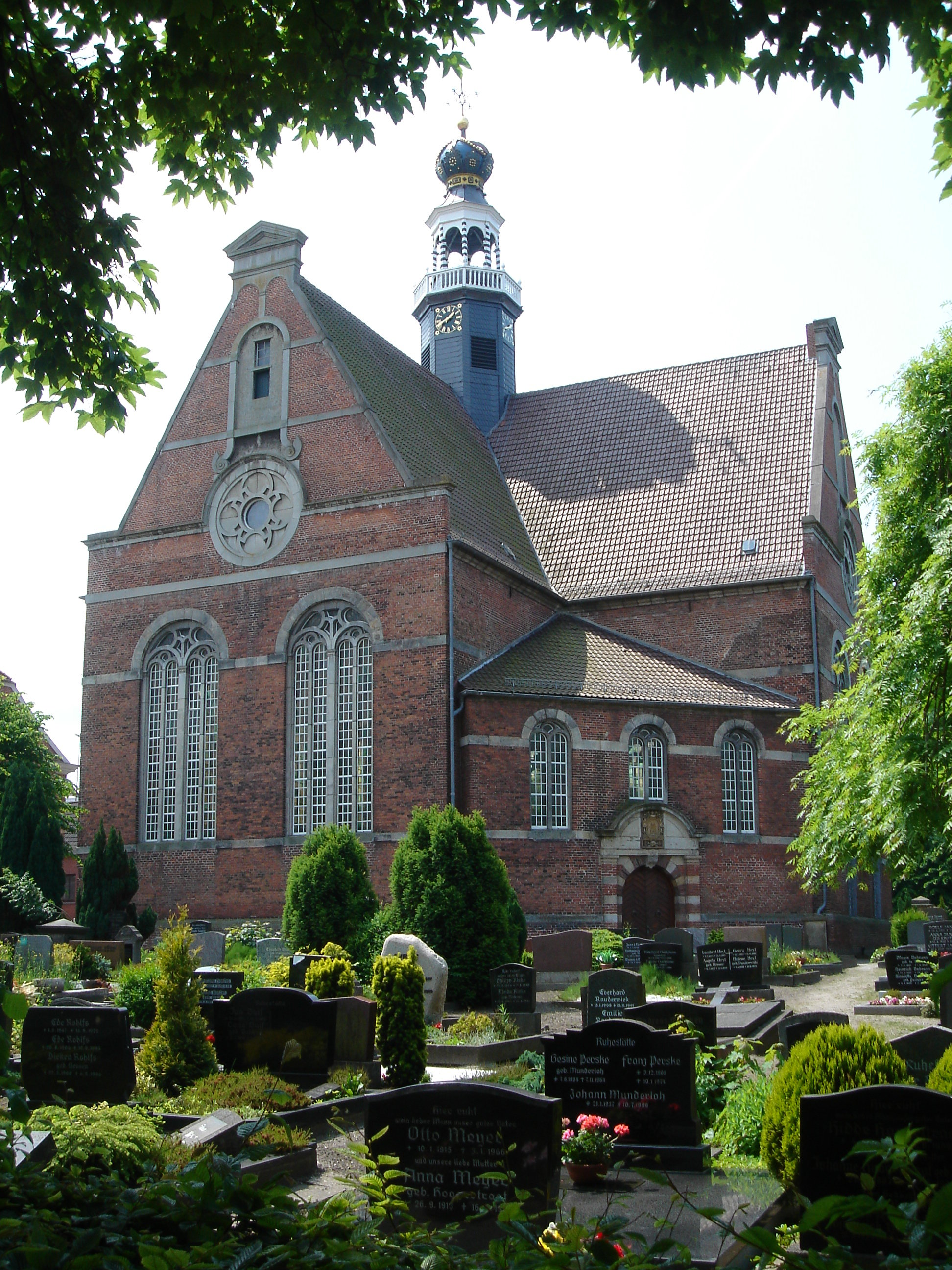
Церковь
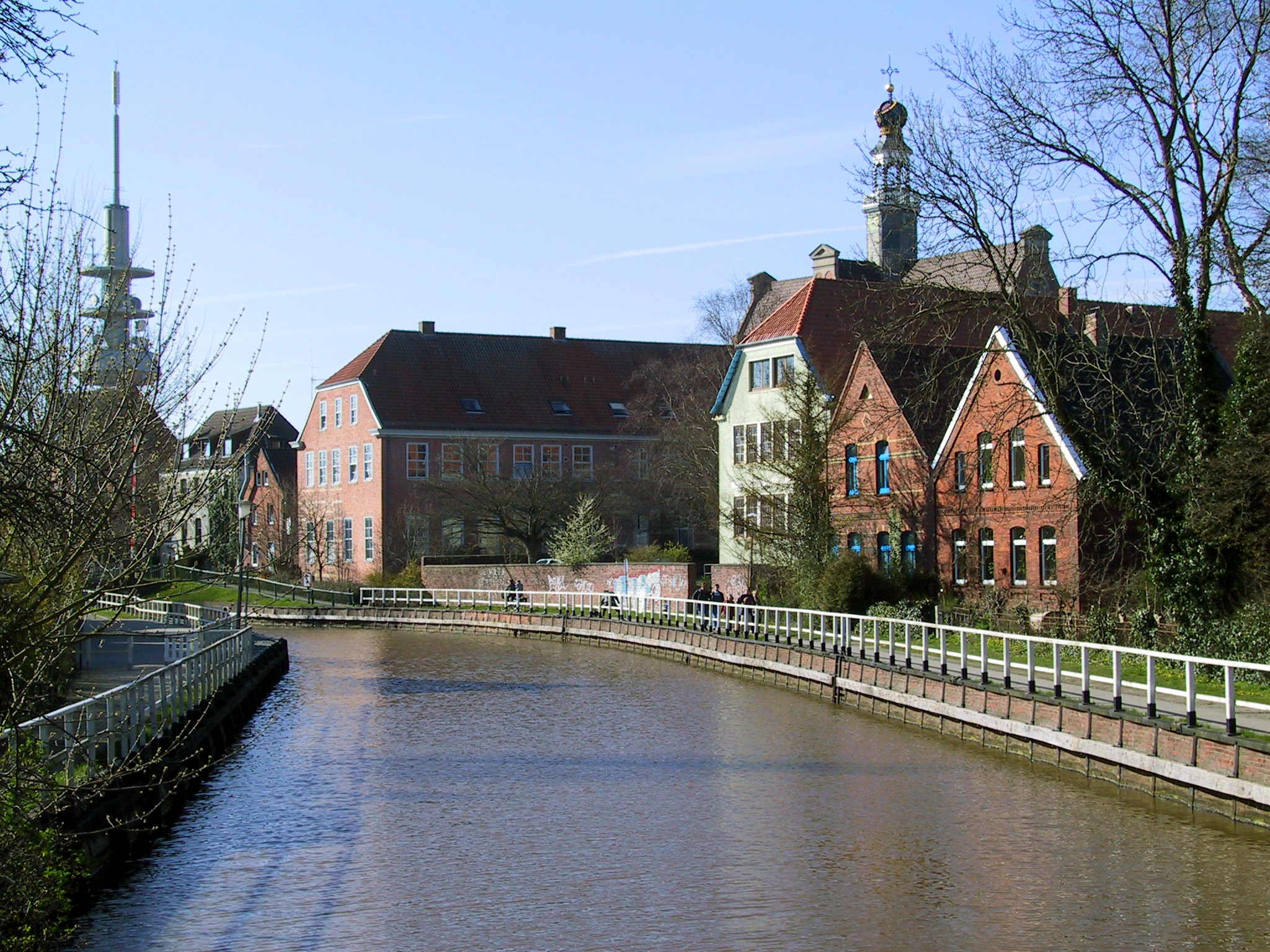
Церковь
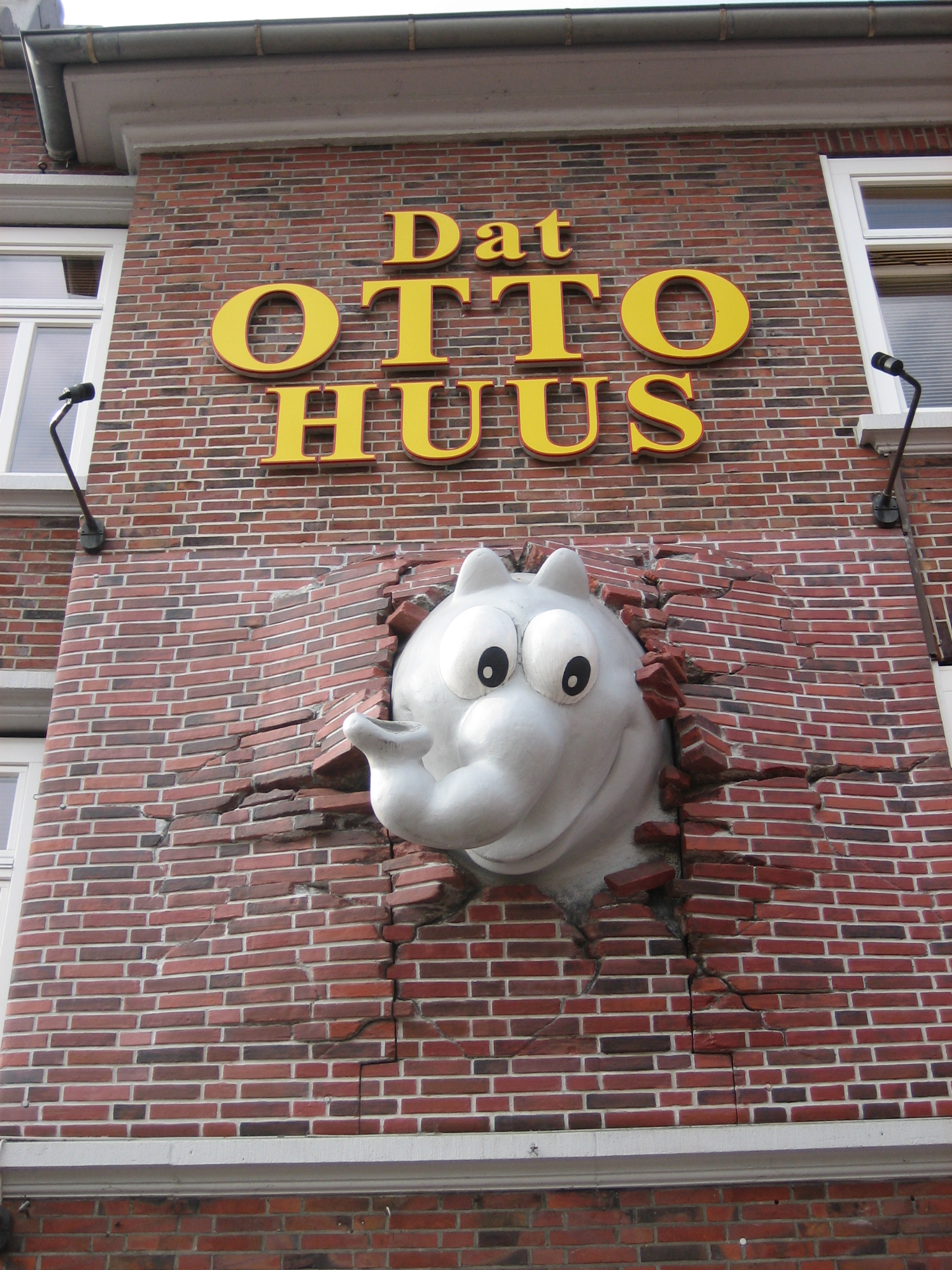
Музей Отто

## Известные уроженцы и жители Эмдена
- Тилеман Дотиас Виарда (1746-1826) – немецкий историк.
- Вольфганг Петерсен (1941-2022) — немецкий кинорежиссёр, сценарист и продюсер, родился в Эмдене.
- Отто Ваалкес (род.  22 июля 1948, Эмден) — немецкий комик, карикатурист, актёр, режиссёр. Почётный гражданин Эмдена[9].